# 난쟁이견장과일박쥐속
난쟁이견장과일박쥐속(Micropteropus)은 큰박쥐과에 속하는 박쥐 속의 하나이다. 2종으로 이루어져 있다. 서아프리카와 중앙아프리카에 널리 분포한다.

## 특징
몸길이가 67~103mm인 중형 또는 소형 박쥐로 전완장은 46~67mm, 몸무게는 최대 43g이다.

## 분포
아프리카 서부와 중부에 널리 분포한다.

## 하위 종
2종이 알려져 있다.
- 헤이먼난쟁이견장과일박쥐 (M. intermedius)
- 페테르스난쟁이견장과일박쥐 (M. pusillus)